# Università per stranieri di Perugia
L'Università per Stranieri di Perugia è un'università statale italiana fondata nel 1925 a Perugia.
È una delle tre Università storicamente per stranieri in Italia, insieme all'Università per Stranieri di Siena e alla Università per Stranieri "Dante Alighieri" di Reggio Calabria.

## Storia
La storia dell'Università per Stranieri di Perugia iniziò nel 1921, quando l'avvocato perugino Astorre Lupattelli istituì dei corsi di "Alta cultura" per studenti stranieri con lo scopo di diffondere all'estero la conoscenza dell'Italia, di illustrarne la storia, le istituzioni, le bellezze artistiche.
Nel 1925, il Regio Decreto n. 1965 del 29 ottobre sancì ufficialmente la nascita della "Regia università italiana per stranieri". La cultura nazionalista del tempo ne favorì la nascita nell'intento propagandistico di "affermare la superiorità della cultura italiana nel mondo". Il motto dell'ateneo, Antiquam exquirite matrem (ricercate l'antica madre), si riferisce ad un passo dell'Eneide, ovvero al responso dato da Apollo ad Enea, il quale aveva fatto supplice richiesta al dio di indicargli dove dirigere la propria rotta.

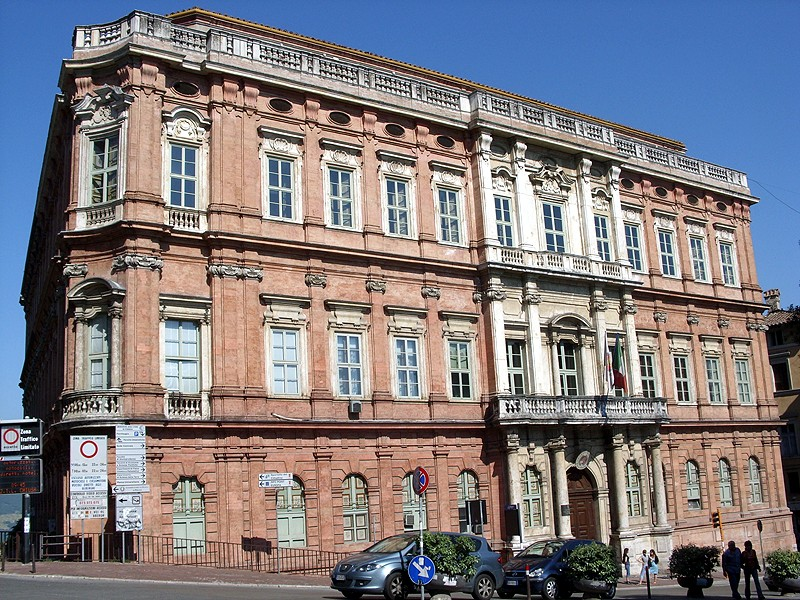
Palazzo Gallenga Stuart di Perugia, la sede principale dell'ateneo.

Sino al 1926 corsi e conferenze furono ospitati nelle aule dell'Università degli Studi e nella sala dei Notari di palazzo dei Priori, l'anno successivo l'ente acquisì una sede propria nel prestigioso palazzo Gallenga Stuart, già palazzo Antinori, donato dal conte Romeo Gallenga Stuart al comune perugino e quindi destinato in uso perpetuo e gratuito all'Università, a patto che si conservasse il nome del palazzo.
Nel periodo postbellico, le attività istituzionali si caratterizzarono anche nell'espletamento di compiti di politica culturale, volti – nei termini del proprio mandato formativo – al consolidamento del nuovo corso dei rapporti tra le nazioni. L'apprezzato esito delle azioni svolte in tale ambito, fecero dell'ateneo uno stabile interlocutore di istituzioni nazionali, primo fra tutti il Ministero degli affari esteri, oltre che di organismi internazionali, per l'affidamento di azioni formative legate alla politica estera. Il culmine di tale interlocuzione si ebbe durante il rettorato di Carlo Sforza (1947-1952), che era contemporaneamente Ministro degli esteri. Il 18 luglio 1948, Sforza pronunciò innanzi a una platea di studenti e docenti dell'Ateneo il celebre discorso "Come fare l'Europa".
Negli anni 1970 e 1980, la comunità cosmopolita di palazzo Gallenga lavora alla costruzione di nuove dimensioni sociali, sperimentando l'interattività multietnica e multiculturale.
Il 17 febbraio 1992 l'università assunse il titolo di università statale, istituendo la Facoltà italiana di lingua e cultura ed il Dipartimento di linguistica e cultura comparativa.
Nel settembre 2020, Luis Suarez sostenne un esame di lingua all'Università per Stranieri di Perugia per ottenere la cittadinanza italiana, legato a un possibile trasferimento alla Juventus. L'esame suscitò sospetti di frode e portò a un'inchiesta che vide la rettrice dimettersi durante il picco di copertura mediatica. Maria Turco, avvocato della Juventus, fu accusata di complicità, ma dopo quasi due anni, il tribunale di Perugia la scagionò, stabilendo che la Juventus non aveva interferito nell'esame. Si scoprì invece che funzionari universitari avevano falsificato le procedure per favorire Suarez, attirando prestigio all'ateneo. Le accuse contro Turco furono archiviate e l'assoluzione ricevette scarso risalto mediatico. 

## Struttura
L'ateneo struttura la propria attività formativa in un unico dipartimento: scienze umane e sociali.
Benché l'università sia specializzata nell'insegnamento e nella diffusione della lingua e della cultura italiana all'estero, essa propone una formazione universitaria anche agli studenti italiani. L'ateneo perugino si occupa inoltre della formazione e dell'aggiornamento dei docenti che insegnano l'italiano come lingua straniera.

## Rettori
I Rettori dell'Università per Stranieri di Perugia dalla sua nascita ad oggi sono stati:
- Astorre Lupattelli (1925-1944)
- Aldo Capitini (1944-1946) – commissario
- Carlo Sforza (1947-1952)
- Carlo Vischia (1953-1969)
- Salvatore Valitutti (1969-1980)
- Ottavio Prosciutti (1980-1982)
- Giorgio Spitella (1982-1995)
- Paola Bianchi De Vecchi (1995-2004)
- Stefania Giannini (2004-2013)
- Giovanni Paciullo (2013[5]-2018)
- Giuliana Grego Bolli (2018[6]-2020[7])
- Valerio De Cesaris (2021-[8])